# 林界
林界（1910年3月14日—1947年3月21日），台灣高雄市人，曾任高雄市苓雅區區長，二二八事件受難者。

## 生平
林界年輕時與兄弟在高雄的「新和鐵工廠」任技師。1939年時，林界前往台東東台製糖糖廠擔任公務主任。至1941年，再回到高雄與兄弟合組「黑板組鐵工廠」。在第二次世界大戰時期，鐵工廠因盟軍接連轟炸而停工，林界並因此轉而經營其他事業。
1946年8月6日，林界獲任為《台灣新生報》的高雄印刷廠廠長。並且在同年11月受命擔任高雄市苓雅區的第二任區長。

### 二二八事件遇害
3月6日上午，苓雅區區長林界等人與高雄市長一起到壽山要塞司令部談判，要求彭孟緝約束軍人，勿再對百姓開槍。3月6日下午，彭孟緝派出要塞軍隊進攻高雄市政府等各地。根據陳蔡嬌女士的口述，林界好像不是第一次上山談判就被軍人打死，是後來被抓到壽山才遇害的。林界與其他和談判代表，一同被關在市府二樓，後來被送到高雄要塞監禁。
台灣南部防衛司令部（司令為彭孟緝）處死林界的理由為「暴徒首犯林界聚集流氓，非法組織保安隊，劫奪焚殺，擾亂治安，提出不法條件，脅迫繳械」，與彰化人陳顯光以「共產暴徒陳顯光，鼓動學生，參加暴動，率眾圍攻火車站」為由於1947年3月21日在高雄要塞司令部被槍決。
根據當時市參議員郭萬枝先生訪談紀錄，林界是因爲其管轄的苓雅區內有士兵被打死，受到連累而死的。株連遇害的《台灣新生報》同仁尚有總經理阮朝日、副總編輯吳金鍊被拘捕失踪；該報台中分社記者陳安南、嘉義分社主任蘇憲章、高雄分社主任邱金山等臺籍主管，全遭槍決。

## 家庭
林界有胡錦華等妻，並且與胡育有林黎影、林黎彩兩名女兒。此外林黎彩為台獨運動者廖中山之妻。